# Kimmane, Tirthahalli
Kimmane là một làng thuộc tehsil Tirthahalli, huyện Shimoga, bang Karnataka, Ấn Độ.